# Gorgone tenebrifica
Gorgone tenebrifica là một loài bướm đêm trong họ Noctuidae.